# Francisco Maria Correia de Sá e Benevides
Francisco Maria Correia de Sá e Benevides (* 18. April 1846 in Campos dos Goytacazes; † 15. Oktober 1896 in Rio de Janeiro) war ein brasilianischer Rechtsanwalt und Politiker des Kaiserreichs Brasilien.

## Leben
Benevides, geboren in der Provinz Rio de Janeiro, entstammte einer angesehenen Familie, seine Brüder waren der Bischof von Mariana Antônio Maria Corrêa de Sá e Benevides und die Politiker Salvador Correia de Sá e Benevides und José Maria Correia de Sá e Benevides. Er war seit 1870 mit Olímpia Sofia Helena de Pascoal (1846–1898) verheiratet.

## Politische Laufbahn
Er war zunächst Staatsanwalt und später Polizeichef in Rio de Janeiro. Zur Zeit des Tripel-Allianz-Krieges (Dreibundkrieg) war er Sekretär der Provinzregierung der Provinz São Pedro do Rio Grande do Sul, für die er mit kaiserlichem Schreiben vom 26. Mai 1869 ernannt worden war. Benevides wurde dann Polizeichef der Provinz Minas Gerais per Dekret vom 11. April 1874. Wenig später war er zum Präsidenten der Provinz Pará von 1875 bis 1876 und danach zum Präsidenten der Provinz Maranhão vom 18. Dezember 1876 bis 28. März 1878 ernannt worden. 

## Ehrungen
Die Gemeinde Benevides im Bundesstaat Pará wurde nach ihm benannt.
Benevides wurde auf dem Cemitério de São João Batista in Rio de Janeiro beerdigt.